# Ле-Виньо
Ле-Виньо́ (фр. Les Vigneaux, окс. Los Vinhaus) — коммуна во Франции, находится в регионе Прованс — Альпы — Лазурный Берег. Департамент коммуны — Верхние Альпы. Входит в состав кантона Л’Аржантьер-ла-Бессе. Округ коммуны — Бриансон.
Код INSEE коммуны — 05180.

## Население
Население коммуны на 2008 год составляло 464 человека.
| 1962 | 1968 | 1975 | 1982 | 1990 | 1999 | 2008 |
| ---- | ---- | ---- | ---- | ---- | ---- | ---- |
| 195  | 208  | 190  | 244  | 346  | 390  | 464  |

## Экономика
В 2007 году среди 307 человек в трудоспособном возрасте (15—64 лет) 252 были экономически активными, 55 — неактивными (показатель активности — 82,1 %, в 1999 году было 74,0 %). Из 252 активных работали 235 человек (119 мужчин и 116 женщин), безработных было 17 (8 мужчин и 9 женщин). Среди 55 неактивных 15 человек были учениками или студентами, 20 — пенсионерами, 20 были неактивными по другим причинам.

## Достопримечательности
- Перевал де ла Пустерль (1763 м)
- Церковь Сен-Лоран (XV—XVI века)
- Часовня Сен-Клод

## Фотогалерея
- Мэрия
- Церковь Сен-Лоран
- Часовня Сен-Клод
- Трубопровод